# Groupie Love
Groupie Love ist ein US-amerikanischer, interaktiver Pornofilm mit Soundtrack von 50 Cent, Young Buck und Lloyd Banks.

## Handlung
Die Rapper 50 Cent, Young Buck und Lloyd Banks (alle auch auf dem Cover der DVD abgebildet) stellen jeweils vier locations vor, sind aber selbst nicht in Sexszenen zu sehen. Dazu gehören eine Hummer-Limousine, ein Studio und ein Privatjet. In der ersten Szene „Hummer“ (im Slang bedeutet dies auch „Fellatio“) kann der Zuschauer zwischen Hand- und Oralverkehr mit jeweils Candace Jackson und Kathleen Kruz oder mit beiden gleichzeitig wählen. Im Segment „House Party“ kann mit den Darstellerinnen Kaylani Lei und Monica Sweetheart zwischen drei verschiedenen Stellungen sowie Fellatio gewählt werden. Dies gilt auch für das Segment „Lab“ mit Daisy Dukes und Lacey DuValle. Die letzte Szene spielt im Privatjet. Gefilmt ist die Handlung jeweils aus der POV-Perspektive, mit einem zweiten verfügbaren Blickwinkel. Zudem enthalten die Szenen eine 'Nice/Naughty'-Funktion.

## Auszeichnungen
- 2005: AVN Award - Best Interactive DVD
- 2005: AVN Award - Best Music
- 2004: Adult DVD Empire - Best Interactive DVD
- Nominiert für AVN Award 2005 - Best DVD Extras
- Nominiert für AVN Award 2005 - Best DVD Menus

## Wissenswertes
- Das Album Beg for Mercy aus dem Jahr 2003 der Rap-Band G Unit, welcher 50 Cent und Lloyd Banks angehören, enthält einen Song mit dem Titel Groupie Love.